# Operacje podwodne w wojnie o Falklandy
Operacje podwodne w wojnie o Falklandy – ciąg działań zbrojnych okrętów podwodnych w trakcie wojny o Falklandy (2 kwietnia 1982 – 14 czerwca 1982).

## Historia
W trakcie wojny falklandzkiej między Wielką Brytanią i Argentyną dwa argentyńskie okręty podwodne zmusiły Royal Navy do podjęcia znacznego wysiłku w celu zachowania kontroli nad morskim obszarem działań wojennych, w tym zaangażowania w działania przeciwpodwodne (ZOP) 12 okrętów nawodnych, sześciu okrętów podwodnych oraz 25 helikopterów.

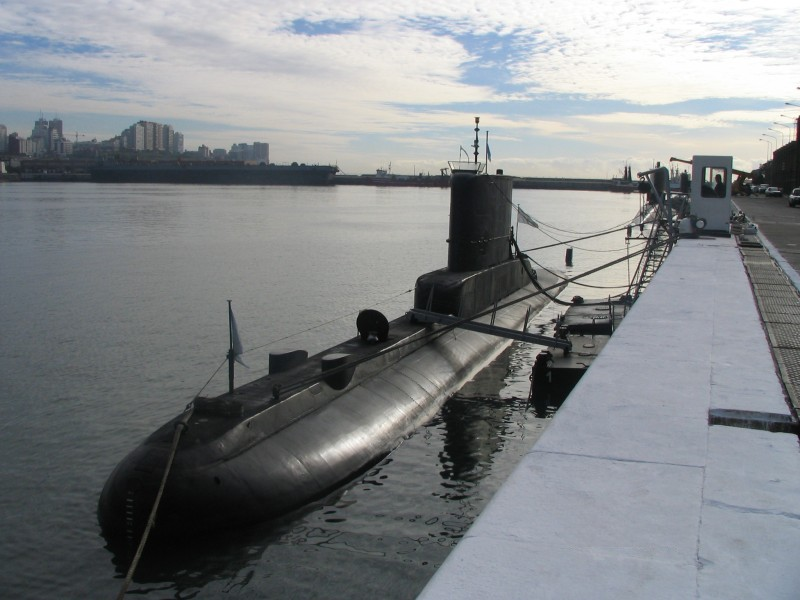
ARA „Salta” (S-31)

W momencie wybuchu konfliktu stanowiące część argentyńskiej marynarki wojennej argentyńskie siły podwodne dysponowały czterema dieslowskimi okrętami podwodnymi. Dwa z nich stanowiły zwodowane w latach 1944–1945 amerykańskie okręty typu Balao po modernizacji GUPPY: ARA „Santa Fe” ex-USS „Catfish” (SS-339) i ARA „Santiago del Estero” ex-USS „Chivo” (SS-341), dwa pozostałe zaś to zakupione w Niemczech jednostki typu 209: ARA „Salta” (S-31) oraz ARA „San Luis” (S-32). Ostatnie dwa z tych okrętów stanowiły w tym czasie cieszący się największą popularnością nowoczesny projekt eksportowy. Jedynie jednak dwie z czterech jednostek argentyńskich nadawały się do prowadzenia operacji bojowych – „Salta”, która właśnie kończyła planowy remont w stoczni, opuściła ją, lecz w trakcie kontrolnych testów stoczniowych okazało się, że okręt generuje tak duży hałas, że nie nadaje się do prowadzenia działań bojowych, w związku z czym musiała powrócić do stoczni w celu dokonania dalszych napraw. „Santiago del Estero” natomiast nie nadawał się do zanurzenia, w związku z czym w roku 1981 został wyłączony ze służby liniowej i skierowany do statycznej działalności szkoleniowej. Zdolne do prowadzenia działań operacyjnych były jedynie stary „Santa Fe” o ograniczonej już zdolności bojowej oraz „San Luis” – w pełni operacyjny, lecz z nową załogą z niewielkim jeszcze doświadczeniem w prowadzeniu operacji bojowych. Po odrzuceniu przez argentyńskie dowództwo kilku planów działań na morzu, przyjęto koncepcję wojny na wyniszczenie polegającej na nękaniu przeciwnika, w której argentyńska marynarka – wobec przewagi Royal Navy – atakować miała nie bezpośrednio, lecz w dogodnych dla siebie warunkach. W innych przypadkach argentyńskie okręty pozostawać miały poza ogłoszoną przez Brytyjczyków strefą zamkniętą i oczekiwać na pojawienie się celu w dogodnych okolicznościach do ataku. W pierwszym okresie operacji, „Santa Fe” wykonał zadanie wysadzenia oddziału sił specjalnych oraz zaopatrzenia, „San Luis” natomiast przeprowadził patrol na północ od Wysp Falklandzkich, podczas którego zaatakował brytyjski okręt, który wpłynął w sektor jego patrolu. W pierwszym okresie konfliktu „Santa Fe” nie został jeszcze wykryty, toteż patrolował obszar między Wyspą Wniebowstąpienia a Georgią Południową, w celu przecięcia brytyjskich linii komunikacyjnych. „Santa Fe” był jedynym argentyńskim okrętem podwodnym zaangażowanym w inwazję na Falklandy. Jego pierwszą misją było wysadzenie oddziału komandosów na przylądku Pembroke mającego zająć tamtejszą latarnię morską. W tym celu 26 marca opuścił bazę morską w Mar del Plata, jednak w międzyczasie Brytyjczycy poznali plan ataku i wzmocnili obronę latarni. Wobec zmiany sytuacji dowództwo argentyńskie nie zdecydowało się na atak małym oddziałem komandosów, toteż po otrzymaniu odpowiednich rozkazów, „Santa Fe” 2 kwietnia 1982 roku wysadził oddział na plaży, na północ od latarni. Po przeprowadzeniu kilkudniowego patrolu w tym rejonie okręt powrócił następnie do bazy. Podczas następnego patrolu połączonego z dostarczeniem 20 ludzi i zaopatrzenia do Georgii Południowej, 24 kwietnia, „Santa Fe” wykrył działanie brytyjskiego sonaru aktywnego, sam pozostał jednak niewykryty. Już jednak następnego dnia, w trakcie przepływania na powierzchni w kierunku głębszych wód umożliwiających zanurzenie, argentyński okręt został wykryty przez brytyjskie śmigłowce i ostrzelany pociskami rakietowymi. Z obawy jednak przed atakiem za pomocą bomb głębinowych oraz torped, dowódca okrętu nie zdecydował się na zanurzenie. „Santa Fe” został w efekcie kilkakrotnie trafiony pociskami, odczuł też skutki pobliskich wybuchów bomb głębinowych. Uszkodzenia jednostki były na tyle poważne, że jego dowódca zdecydował się wysadzić okręt na brzeg w Zatoce Króla Edwarda, gdzie załoga porzuciła okręt. Po zajęciu Georgii Południowej przez wojska brytyjskie, „Santa Fe” został zajęty przez Brytyjczyków. Od tego momentu, jedynym argentyńskim okrętem podwodnym w służbie operacyjnej został „San Luis”.

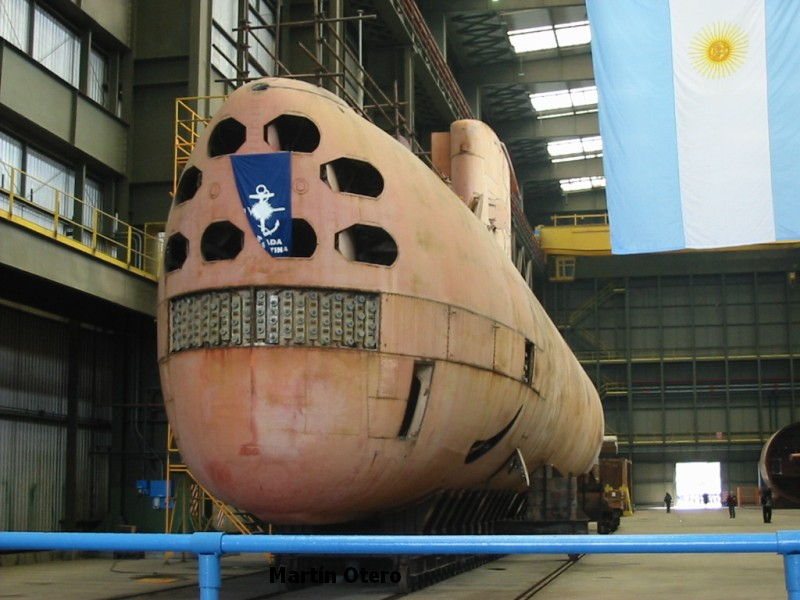
Widok od dziobu ARA „San Luis” (S-32) w suchym doku

„San Luis” wyszedł na patrol w drugim tygodniu kwietnia 1982 roku. Jego rejonem operacyjnym był obszar na północ od Falklandów, gdzie miał atakować okręty brytyjskie według zasad ustalonych przez obowiązujące go zasady użycia broni (rules of engagement – RoE). W trakcie tego patrolu okręt przeprowadził trzy ataki torpedowe, dwa z użyciem przeznaczonych do ataku na jednostki nawodne niemieckich torped SST-4 oraz jeden atak przy użyciu amerykańskiej torpedy przeciwpodwodnej Mark 37. Celem pierwszych ataków przeprowadzonych 1 maja 1982 roku były średniej wielkości jednostki brytyjskie wyposażone w helikoptery ZOP – fregata rakietowa typu 22 HMS „Brilliant” (F90) oraz fregata typu 12 HMS „Yarmouth” (F101). Oba ataki nie przyniosły powodzenia, a okręty brytyjskie przypuściły trwający 20 godzin kontratak za pomocą bomb głębinowych oraz co najmniej jednej torpedy. Drugi atak argentyńskiego okrętu, którego celem był okręt podwodny, został przeprowadzony 8 maja. 12 minut po odpaleniu przeciwpodwodnej torpedy Mk.37, z kierunku celu słyszalny był odgłos eksplozji, jednakże Wielka Brytania nigdy nie potwierdziła straty okrętu podwodnego, toteż przypuszcza się, że torpeda mogła eksplodować uderzając w dno. Ostatni atak miał miejsce 10 maja – podobnie jak poprzednie przeprowadzony został bez użycia peryskopu. Jego celami były fregaty rakietowe typu 21: HMS „Arrow” (F173) i „Alacrity” (F174), przy czym atak na każdy z okrętów nastąpił przy użyciu jednej torpedy na jeden cel. Podobnie jak poprzednie, także ten atak nie przyniósł sukcesu, mimo że na atakującym okręcie usłyszano niewielką eksplozję z kierunku celu 6 minut po odpaleniu torpedy. Co istotne, po wciągnięciu przez „Arrow” jej holowanej przynęty przeciwtorpedowej okazało się, że urządzenie jest zniszczone. Zostało to uznane za dowód, iż brytyjska pułapka zadziałała i zwiodła układ naprowadzania torpedy SST-4. Atak na drugi okręt brytyjski został przeprowadzony w sytuacji szybko zwiększającej się odległości między „San Luis” a celem, w związku z czym przyczyną jego bezskuteczności było prawdopodobnie wyjście „Alacrity”  poza zasięg torpedy.
Przebieg operacji argentyńskich okrętów podwodnych był sporym zaskoczeniem. Z jednej strony dwa działające w trakcie operacji argentyńskie okręty bardzo dobrze radziły sobie z brytyjskimi działaniami przeciwpodwodnymi, z drugiej natomiast strony wykazały się zadziwiającą nieskutecznością w ataku. Nieskuteczność argentyńskich ataków jest przedmiotem wielu dociekań, wydaje się jednak, że związana była z wadliwym działaniem komputerowego układu kontroli ognia „San Luis”, w związku z czym dane kontroli ognia przekazywane torpedom przed odpaleniem musiały być obliczane samodzielnie przez członków załogi. Dodatkowo, przewody łączące naprowadzane przewodowo torpedy z okrętem były prawdopodobnie zrywane krótko po odpaleniu torpedy, co uniemożliwiało sterowanie nimi. Tego rodzaju problemy oraz opinia, że torpedy były prawdopodobnie odpalane zbyt głęboko, miały decydujący wpływ na skuteczność każdego ze strzałów. Istnieją także przesłanki do wysuwania tezy, że niemieckie torpedy SST-4 były prawdopodobnie nie najlepiej przygotowywane do strzału przed załadowaniem ich do wyrzutni torpedowych. Jeśli ten pogląd jest prawdziwy, oznacza to, że wystrzelone torpedy mogły w efekcie jedynie uszkadzać cele za pomocą energii kinetycznej przekazywanej kadłubom celów w wyniku uderzenia w nie bez wywołania eksplozji. Oznaczałoby to, że torpeda odbija się od kadłuba uszkadzając go, nie niszcząc jednak. Z tezą tą nie jest sprzeczne wytłumaczenie skuteczności wabika przeciwtorpedowego HMS „Arrow”. W obu przypadkach jednak, gdyby głowica torpedy rzeczywiście eksplodowała, uszkodzenia okrętu powinny być znacznie większe i prawdopodobnie doprowadziłyby do totalnego zniszczenia i zatopienia okrętu. Mała eksplozja słyszana w pokładzie argentyńskiego okrętu mogła zatem być jedynie dźwiękiem spowodowanym przez kolizję między torpedą oraz jej celem, bez wywołania eksplozji.

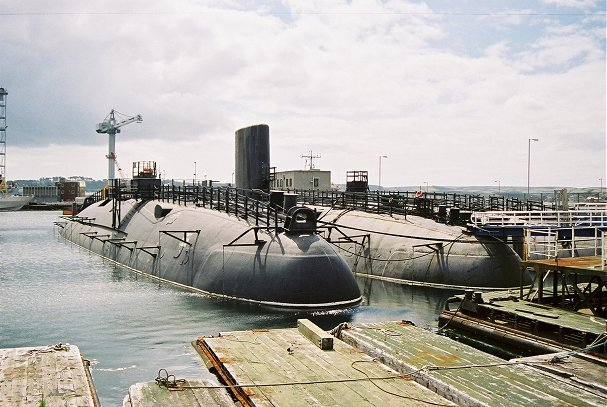
HMS „Conqueror” (S48) (drugi z lewej) podczas Dni Marynarki w Devonport (Plymouth) w 2006 roku

W rejon działań zbrojnych wojny o Falklandy-Malwiny, skierowane zostały także brytyjskie okręty podwodne. 1 kwietnia 1982 roku wypłynęły na południowy Atlantyk okręty podwodne z napędem jądrowym typu Swiftsure HMS „Spartan” (S105) oraz „Splendid” (S106), które przybyły w rejon Falklandów 10 dni później. 4 kwietnia w rejon Falklandów wypłynął także HMS „Conqueror” (S48) typu Valiant, który dotarł tam 11 kwietnia – równocześnie z dwiema wcześniejszymi jednostkami. Celem wsparcia ogłoszonej przez Wielką Brytanię „Zamkniętej Strefy Morskiej” (Maritime Exclusion Zone), „Spartan” patrolował w pobliżu Port Stanley. Między 12 a 30 kwietnia przez cztery kolejne dni obserwował argentyński okręt desantowy ARA „Cabo San Antonio” (Q-42), przeprowadzający w tym czasie operacje minowe. Zadaniem „Splendid” było patrolowanie wód między wybrzeżem Argentyny a Falklandami. Po przybyciu na miejsce operacji głównych sił brytyjskich, „Spartan” i „Splendid” zmieniły rejony patroli na odpowiednio północny wschód i północny zachód od Wysp Falklandzkich. 29 kwietnia „Spartan” uzyskał kontakt wizualny z dwoma argentyńskimi niszczycielami rakietowymi typu 42 sprzedanymi wcześniej temu krajowi przez Wielką Brytanię, o czym zameldował brytyjskiemu dowództwu w Northwood.
HMS „Conqueror” przed wypłynięciem na wody południowo-atlantyckie przyjął na pokład zespół sił specjalnych Special Boat Service (SBS), który wysadził 19 kwietnia na brzegu Georgii Południowej, po czym kontynuował patrolowanie powierzonej mu w tym miejscu strefy działań. 23 kwietnia okręt otrzymał informację, że w kierunku Georgii Południowej płynie argentyński okręt podwodny („Santa Fe”) – „Conqueror” przeprowadził bezskuteczne w rezultacie poszukiwania jednostki argentyńskiej. Po przybyciu głównych sił brytyjskich, „Conqueror” objął nowy sektor patrolowania na południe od wysp falklandzkich. 1 maja wykrył argentyński zespół nawodny skupiony wokół zwodowanego w 1938 roku krążownika ARA „General Belgrano” (C-4), ex-amerykańskiego USS „Phoenix” (CL-46). Po zameldowaniu o spotkaniu do Northwood, okręt podwodny rozpoczął śledzenie krążownika. „General Belgrano” znajdował się poza zastrzeżoną strefą morską, jednakże zmieniające się co kilka dni brytyjskie zasady użycia broni, 2 maja upoważniały już okręty podwodne Royal Navy do otwarcia ognia w kierunku każdej argentyńskiej morskiej jednostki wojskowej. HMS „Conqueror” odpalił trzy stare prosto płynące torpedy Mark VIII z czasów drugiej wojny światowej. Dwie z nich uderzyły w argentyński krążownik, trzecia zaś w okręt eskorty krążownika, lecz nie eksplodowała. Brytyjska jednostka nuklearna wycofała się z rejonu operacji, bezskutecznie kontratakowana przez siły argentyńskie, „General Belgrano” natomiast zatonął około 45 minut po trafieniach. Po zatopieniu krążownika do końca wojny flota argentyńska nie przekraczała zasadniczo linii wyznaczonej 12-milową odległością od własnego brzegu.
5 maja samolot Tracker z lotniskowca „Veinticinco de Mayo” raportował wykrycie okrętu podwodnego na północ od Comodoro Rivadavia i zrzucił bomby głębinowe oraz torpedę, lecz brytyjskie okręty nie operowały wówczas w tym rejonie.